# Ligne de tramway 8 (SNCV Groupe de Mons-Borinage)
La ligne 8 est une ancienne ligne de tramway du Groupe de Mons-Borinage du groupe du Hainaut de la Société nationale des chemins de fer vicinaux (SNCV) qui a fonctionné entre le 24 août 1899 et le 2 juillet 1967.

## Histoire
Le 14 août 1930, la ligne se voit attribuer l'indice B.
Le 7 février 1931, la section du dépôt de Boussu à Dour Trichères de la ligne 400 est électrifiée et cette ligne est limitée à Dour Trichère (sauf un à deux services de/vers Boussu Bois rue de l'Église), un nouveau service est créé sous l'indice D entre la gare de Mons et Dour Trichère, le service B de/vers Boussu devient un service partiel,.
Le 31 octobre 1931, la section de Dour Trichères au dépôt d'Erquennes est électrifiée, un nouveau service F apparait entre Mons et Erquennes tandis que le D devient un service partiel.
En 1936, les indices B, D et F sont remplacés respectivement par les numéro 6, 7 et 8.
À partir du 10 avril 1937 avec l'ouverture de la nouvelle section entre Boussu Bois Vedette et Boussu Bois Temple, le service partiel 6 devient une ligne à part entière.
À partir du 11 septembre 1948 avec l'ouverture de la nouvelle section entre Dour et Wihéries, le service partiel 7 devient une ligne à part entière.
Le 2 juillet 1967 à l'occasion d'une réforme de structure du Groupe de Mons-Borinage, la ligne est supprimée et remplacée par un autobus ce qui entraine la désaffectation de la section entre Dour Trichères et le dépôt d'Erquennes,.

## Vestiges
- Dépôts et stations : Boussu, Erquennes.

## Infrastructure

### Dépôts et stations
Boussu, Quaregnon, Erquennes.

## Exploitation

### Horaires
Tableaux :
- 389 en 1931[3].
- 400 en 1933, numéro et tableau partagés entre la ligne D (400B) Mons Station-État - Dour Trichères (et son service partiel B) et F (400A) Mons Station-État - Erquennes Dépôt[6].

- 400 en 1931[3].
- 400 en 1933, numéro et tableau partagés entre la ligne D (400B) Mons Station-État - Dour Trichères (et son service partiel B) et F (400A) Mons Station-État - Erquennes Dépôt[6].
- 830 en 1958, numéro partagé entre les lignes 6 Mons SNCB - Élouges Place, 7 Mons SNCB - Quiévrain Rue de Valenciennes, 8 Mons SNCB - Erquennes Dépôt et 9 Mons SNCB - Dour Trichères[7].